# Škloŭ
Škloŭ (bělorusky Шклоў, rusky Шклов – Šklov) je město v Mohylevské oblasti v Bělorusku. K roku 2017 mělo přes šestnáct tisíc obyvatel.

## Poloha a doprava
Škloŭ leží na pravém břehu Dněpru na železniční trati z Mohyleva do Orši. Mohylev je od něj vzdálen přibližně třicet kilometrů jižně a Orša přibližně třicet kilometrů severně.